# (6664) Tennyo
(6664) Tennyo est un astéroïde de la ceinture principale.

## Description
(6664) Tennyo est un astéroïde de la ceinture principale. Il fut découvert le 14 février 1993 à Oizumi par Takao Kobayashi. Il présente une orbite caractérisée par un demi-grand axe de 2,38 UA, une excentricité de 0,08 et une inclinaison de 4,9° par rapport à l'écliptique.